# Прокудин, Александр Сергеевич
Александр Сергеевич Прокудин (укр. Олександр Сергійович Прокудін; род. 22 июля 1983, Николаев, Украинская ССР, СССР) — украинский государственный служащий. Председатель Херсонской областной военной администрации с 7 февраля 2023 года.

## Биография
С 2000 года — служба в органах внутренних дел.
Работал в следственном и кадровом подразделениях. Возглавлял Управление кадрового обеспечения УМВД Украины в Херсонской области.
С ноября 2015 года — заместитель начальника Главного управления Национальной полиции (ГУНП) в Херсонской области.
Начальник ГУНП в Херсонской области (с сентября 2019 по 12 февраля 2023 года). Начальник Департамента Национальной полиции Украины (с февраля 2022 по 7 февраля 2023 года).
Председатель Херсонской областной военной администрации с 7 февраля 2023 года. Кандидат юридических наук.
Покушения
По данным украинских спецслужб на начало 2025 года, на жизнь Прокудина было совершено четыре покушения.